# 2500 Alascattalo
2500 Alascattalo este un asteroid din centura principală, descoperit pe 2 aprilie 1926 de Karl Reinmuth.